# Хёнхарт
Хёнхарт (нем. Höhnhart) — коммуна (нем. Gemeinde) в Австрии, в федеральной земле Верхняя Австрия.
Входит в состав округа Браунау-на-Инне.  Население составляет 1366 человек (на 31 декабря 2005 года). Занимает площадь 22 км². Официальный код  —  40415.

## Политическая ситуация
Бургомистр коммуны — Эрих Привассер (АНП) по результатам выборов 2003 года.
Совет представителей коммуны (нем. Gemeinderat) состоит из 19 мест.
- АНП занимает 9 мест.
- СДПА занимает 6 мест.
- АПС занимает 4 места.